# Tribunal da Relação de Lisboa

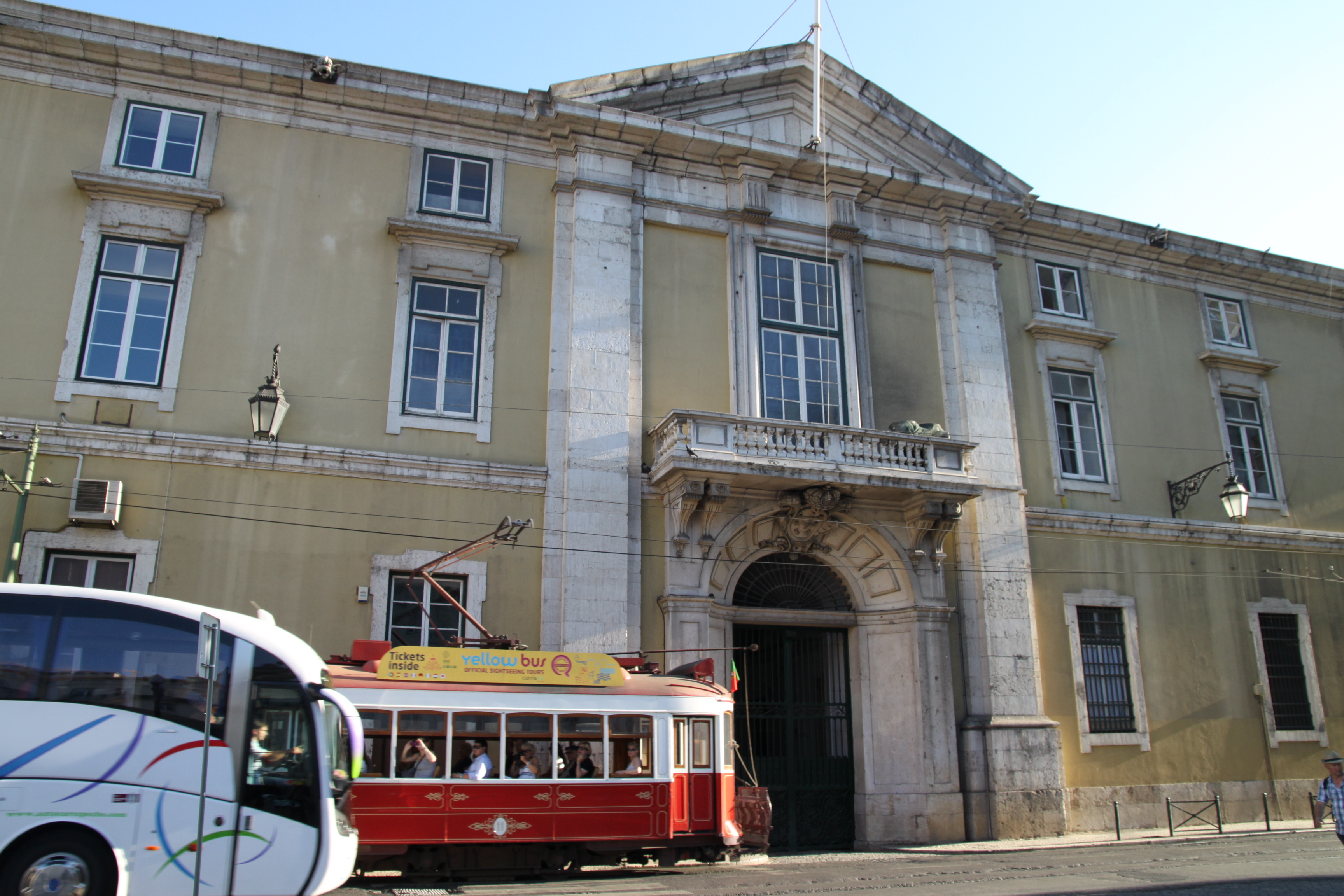
Sede da Relação de Lisboa, ocupando as antigas instalações do Conselho do Almirantado no outrora Arsenal Real de Marinha.

O Tribunal da Relação de Lisboa, ou simplesmente Relação de Lisboa, é um tribunal superior da ordem judicial do sistema judicial de Portugal, sediado em Lisboa, competente para julgar, em segunda instância, recursos das decisões dos tribunais de comarca que se localizam na sua área territorial de jurisdição.
A atual jurisdição territorial da Relação de Lisboa inclui as comarcas de Lisboa, Lisboa Norte, Lisboa Oeste, Açores e Madeira.

## História
A atual Relação de Lisboa é a herdeira e sucessora da antiga Casa da Suplicação, criada no século XIV.
No âmbito das reformas administrativas e judiciais decorrentes do estabelecimento do regime constitucional em Portugal, a Casa da Suplicação foi transformada na Relação de Lisboa em 1833. Como relação, constituía-se como tribunal de segunda instância do distrito judicial de Lisboa. O seu distrito judicial abrangia então toda a região Sul de Portugal continental, o arquipélago da Madeira, bem como os então territórios ultramarinos de Cabo Verde e da Guiné Portuguesa. Com a extinção da Relação e distrito judicial dos Açores em 1910, passou também a incluir este arquipélago. Entretanto, com a criação da Relação e distrito judicial de Évora em 1973 e com a independência dos territórios ultramarinos em 1974–1975, a área territorial do distrito da Relação de Lisboa foi acentuadamente reduzida.
A juíza desembargadora Maria Guilhermina de Freitas foi eleita em setembro de 2020 como Presidente do Tribunal da Relação de Lisboa, sucedendo no cargo a Orlando Nascimento que renunciou ao cargo em março desse mesmo ano devido ao escândalo do "caso Rui Rangel".